# 미스 프레지던트
"미스 프레지던트"는 한국에서 제작된 김재환 감독의 2017년 다큐멘터리 영화이다. 김재환 등이 제작에 참여하였다.

## 소개
"죽을 만큼 사랑합니다" 청주에 사는 농부 조육형 씨는 매일 아침 일어나 의관정제하고 박정희 사진에 절하며 국민교육헌장을 암송한다. 새마을 운동 역군으로 자신의 존재를 불러주었던 박정희 대통령에 대한 감사가 삶의 힘이고 사람의 도리라 여긴다. 울산에 사는 김종효 씨 부부는, 6.25 직후 동네마다 굶어죽는 사람이 흔하던 시절에 배고픔이란 원초적 공포를 해결해준 박정희 대통령만 생각하면 두 눈에 눈물이 고인다. 흰 한복을 입고 병든 자를 안아주었던 육영수 여사 이야기만 나오면 돌아가신 엄마를 그리워하듯 슬픔과 추억에 잠긴다. 박정희 육영수의 딸 박근혜의 탄핵이란 충격적인 상황 앞에서 이들은 세상이 뒤집힌 듯한 혼란을 느끼는데...

## 기타
- 제작관리: 박문진
- 동시녹음: 서영철